# Cucujiformes
Els cucujiformes (Cucujiformia) són un infraordre de coleòpters polífags que inclou espècies que en la seva gran majoria mengen matèria vegetal, incloent fulles, llavors, pol·len, fusta, detritus, etc.

## Taxonomia
L'infraordre conté sis superfamílies
- Superfamilia Chrysomeloidea (4 famílies).
- Superfamilia Cleroidea (8 famílies).
- Superfamilia Cucujoidea (31 famílies).
- Superfamilia Curculionoidea (8 famílies).
- Superfamilia Lymexyloidea (1 famílies).
- Superfamilia Tenebrionoidea (30 famílies).